# Софія-Амалія Нассау-Зігенська
Софі́я-Ама́лія Насса́у-Зі́генська (нім. Sophie Amalie von Nassau-Siegen; 20 лютого 1650 — 25 листопада 1688) — графиня Нассау-Зігена, герцогиня Курляндії і Семигалії (1675—1688). Представниця німецької шляхетської династії Нассау. Народилася в замку Віш, Терборг, Нассау-Зіген. Донька Генріха Нассау-Зігенського, графа Нассау-Зігенського, та його дружини Марії-Магдалини Лімбург-Штірумської. Перша дружина Фріддріха-Казимира Кеттлера, герцога Курляндії і Семигалії. Справила весілля 15 (25) жовтня 1675 року в Гаазі. Народила 5 дітей. Померла в Мітаві, Семигалія.

## Сім'я
- Батько: Генріх Нассау-Зігенський
- Матір: Марія-Магдалина Лімбург-Штірумська
- Чоловік: Фрідріх-Казимир (1650—1698), герцог Курляндії і Семигалії.
  - Фрідріх (1682—1683), помер неповнолітнім.
  - Марія-Доротея (1684—1743) ∞ 1703: Альберт-Фрідріх фон Гогенцоллерн (1672—1731).
  - Елеонора-Шарлотта (1686—1748) ∞ 1714: Ернст-Фердинанд Бранденбург-Бевернський (1682—1746).
  - Амалія-Луїза (1687—1750) ∞ 1708: Фрідріх-Вільгельм-Адольф Нассау-Зігенський (1680—1722).
  - Христина-Софія (1688—1694), померла неповнолітньою.